# 兵庫ケンイチ
兵庫 ケンイチ（ひょうご けんいち、1979年10月14日 - ）は、日本の歌手。兵庫県姫路市出身。168cm、57kg 血液型はAB型。

## 人物・エピソード
- 2007年、北島ウインクハートに出演し、地元姫路にデビュー報告をするドキュメンタリーが放送された。VTRの中には彼の妹も出演し、妹の懸命な応援で上京できたことを明かした。
- 兵庫ケンイチは芸名である。由来は"兵庫県一"という意味ではない。
- 芸名の由来は兵庫県を代表する歌手になれるようにという意味で付けられた。
- 2009年9月8日に初出演した『NHK歌謡コンサート』では、「日本縦断・歌う一人旅」と紹介され、本人がキャンペーンカーに乗り自ら運転し、北海道から宮崎までキャンペーンを行っていることが紹介された。
- キャンペーンカー（トヨタハイエース）には、本人の名前と、曲名、ポスターがラッピングされている。
- 『NHK歌謡コンサート』では司会でNHKアナウンサーの小田切千とのインタビューに、山形県を走行中に信号待ちで車越しにさくらんぼ農園の方に呼びとめられ、CDを買ってくれたエピソードを話した。
- 2009年12月17日掲載の神戸新聞でキャンペーンカーでの走行がデビューから10万kmを達成したことを明かした。
- 俳優の三ツ木清隆や北山たけしと交流が深い。
- 細川たかしの付き人をしていた時代がある。
- 2013年に歌手を引退し、函館の北島三郎記念館に勤務。※現在は北島三郎記念館は閉館となっている。
- 2015年よりYouTubeチャンネル「Shinの演歌・歌謡曲チャンネル」を立ち上げ演歌系YouTuberとして活動。

## 経歴
- 2001年 - 社団法人日本大衆音楽文化協会主催による「Jaccomミュージックフェスティバル」にて、1万名の中からグランドチャンピオン内閣総理大臣賞を受賞。（2001年の総理大臣は小泉純一郎）
- 2001年 - 上京後、会社員をしながら歌手の修業を行う。
- 2003年 - 内閣総理大臣賞受賞記念アルバム「叡智に向かって」をユニット名 39（サンキュー）として発売。NARUMI（Jaccomミュージックフェスティバル2002年優勝者）とのユニット。
- 2007年6月21日 - 楠瀬誠志郎作曲の「ひとりじゃないね」(北島ウインクハート主題歌)でつばさレコーズよりデビュー
- 2009年5月15日 - 2ndシングル「わすれない〜約束〜」（ひるおび!6月度エンディングテーマ曲）を発売。楠瀬誠志郎プロデュース。
- 2009年9月8日 - NHK歌謡コンサート初出演。
- 2009年12月19日 - サブちゃんと歌仲間初出演。
- 2010年5月15日 - ニューヨーク・カーネギーホールで行われた、日本大衆音楽文化協会主催「Jaccom歌の祭典inニューヨーク」に出演。北島三郎、アグネスチャン、チェリッシュ、中村美律子、北山たけしらと共演。
- 2010年6月2日 - NHKきらめき歌謡ライブ出演。
- 2010年9月22日 -　3rdシングル「夢あきらめないで」（ちい散歩エンディングテーマ）を発売。。楠瀬誠志郎プロデュース。
- 2010年12月19日 -　中日劇場「歌魂〜UTADAMA 心の応援歌」出演。司会：草野仁・友近
- 2011年7月10日 - NHK BS日本のうた初出演。
- 2012年11月3日 - 初のレギュラーラジオ番組「兵庫ケンイチのサタデーほっとソング（栃木放送）」スタート
- 2013年1月9日 - 1月20日 - 名古屋・中日劇場「中村美律子 新春公演」出演

## ディスコグラフィー
- ひとりじゃないね(c/w ひとりじゃないね by LOVE) (2007年6月21日)

　　テレビ東京系「北島ウインクハート」主題歌

　　オリコン最高位70位(総合)

- わすれない〜約束〜(C/W しあわせまだかい) (2009年5月15日)

　　TBS系「ひるおび!」6月度テーマソング

　　オリコン最高位37位(総合)、演歌・歌謡曲部門最高位7位
- 夢あきらめないで(C/W きっと何処かで〜You are my friend〜 feat.三ツ木清隆) (2010年9月22日)

　　テレビ朝日系「ちい散歩」エンディングテーマ

　　オリコン最高位33位(総合)、演歌・歌謡曲部門最高位6位

　　発売より40週間チャートイン

- 小さな道の強い花(C/W 見上げてごらん夜の星を (2012年5月15日)

　　オリコン最高位48位(総合)、演歌・歌謡曲部門最高位4位

## テレビ・ラジオ出演
- 北島ウインクハート（2007年、テレビ東京）
- 世界まる見え!テレビ特捜部（2009年、日本テレビ）「みんなの防犯音頭」
- NHK歌謡コンサート（2009年、NHK総合）
- サブちゃんと歌仲間（2009年、テレビ東京）
- きらめき歌謡ライブ（2010年、NHKラジオ第1）
- 歌の散歩道（2010年、NHKラジオ第1）
- 日曜バラエティー（2010年、NHKラジオ第1）
- NHK BS日本のうた（2011年、NHK BSプレミアム）